# Mario Tossoni
Mario Miguel Tossoni (ur. 13 marca 1918 w Buenos Aires) – argentyński piłkarz grający podczas kariery na pozycji napastnika.

## Kariera klubowa
Mario Tossoni piłkarską karierę rozpoczął w Boca Juniors w 1938. W latach 1940–1942 był zawodnikiem CA Tigre. W 1943 występował w Racing Club de Avellaneda. W 1944 był zawodnikiem stołecznego Banfield, w którym pożegnał się ligą argentyńską. W lidze argentyńskiej rozegrał 107 spotkań, w których zdobył 18 bramek.

## Kariera reprezentacyjna
W reprezentacji Argentyny Tossoni występował w 1942. W reprezentacji zadebiutował 11 stycznia 1942 w wygranym 4-3 meczu z Paragwajem w Mistrzostwach Ameryki Południowej, na których Argentyna zajęła drugie miejsce. Na turnieju w Urugwaju wystąpił jeszcze w dwóch meczach z Brazylią i Peru, który był jego ostatnim meczem w reprezentacji. 
| Mecze i gole w reprezentacji | Mecze i gole w reprezentacji | Mecze i gole w reprezentacji | Mecze i gole w reprezentacji | Mecze i gole w reprezentacji | Mecze i gole w reprezentacji | Mecze i gole w reprezentacji |
| #                            | Data                         | Miasto                       | Przeciwnik                   | Gol                          | Wynik                        | Rozgrywki                    |
| ---------------------------- | ---------------------------- | ---------------------------- | ---------------------------- | ---------------------------- | ---------------------------- | ---------------------------- |
| 1.                           | 11.01.1942                   | Montevideo                   | Paragwaj                     |                              | 4:3                          | Copa América                 |
| 2.                           | 17.01.1942                   | Montevideo                   | Brazylia                     |                              | 2:1                          | Copa América                 |
| 3.                           | 25.01.1942                   | Montevideo                   | Peru                         |                              | 3:1                          | Copa América                 |